# Hocine Cherhabil
Hocine Cherhabil, né le 24 février 1953, est un homme politique algérien. Il a été ministre de la Numérisation et des Statistiques en Algérie de 2021 à 2023
.

## Biographie

### Éducation
Cherhabil est titulaire d'un diplôme en sciences politiques (1975) de l'Université d'Alger. Il est titulaire d'un diplôme en techniques de gestion des ressources humaines (1993) de l'Institut international d'administration publique. Cherhabil est titulaire d'un doctorat en sciences sociales (1982) de l'École des hautes études des sciences sociales de Paris. Il est également titulaire d'un doctorat en Sciences Politiques et Relations Internationales (2009) de l'Université d'Alger.